# Lék na melancholii
Lék na melancholii (1959,  A Medicine for Melancholy) je povídková sbírka amerického spisovatele Raye Bradburyho. Obsahuje dvacet dva nejen sci-fi příběhů z let 1948–1959.

## Obsah sbírky
- In a Season of Calm Weather (1957, Klidný podvečer).[p 1] Při západu slunce se hrdina povídky prochází po opuštěné pláži a v dálce zahlédne postaršího drobného muže, jak kreslí holí do písku podivné obrazce. Je to Pablo Picasso. Po jeho odchodu by náš hrdina chtěl uchovat v písku jeho dílo.
- The Dragon (1955, Drak).[p 2] Jde o příběh dvou rytířů, kteří mají za úkol zabít obávaného obrovského jednookého draka a zřejmě při tom zahynou. Drak je pak odhalen jako parní lokomotiva a jedno oko je hlavní světlo.
- A Medicine for Melancholy (1959, Lék na melancholii).[p 3] Dívka, s jejíž krutou nemocí si žádný doktor neví rady, je vyléčená hojivou silou lásky.
- The End of the Beginning (1956, Konec začátku).[p 4] Milující rodiče prvního kosmonauta se obávají, že jej ztratí. Především otec ale dojde k názoru, že lety do vesmíru jsou pro lidstvo nezbytností.
- The Wonderful Ice Cream Suit (1958, Báječný zmrzlinový oblek).[p 5] Chudí mexičtí kamarádi se domluví, že za společné peníze zakoupí jeden krásný bílý oblek. A jelikož patří všem, tak se v jeho nošení střídají. To jim během večera dokáže změnit život a dovolí jim prožít něco neskutečného.
- Fever Dream (1948, Horečnatý sen).[p 6] Doktor u třináctiletého Charlese diagnostikuje chřipku, ale Charles tvrdí, že se mu "změnila" ruka a už není pod jeho kontrolou, že byl napaden mikroby, kteří nezpůsobují pouze nemoc, ale doslova přebírají nad tělem kontrolu a vytvářejí nového člověka.
- The Marriage Mender (1954, Opravář manželství), povídka česky nevyšla. Manželka nemá ráda postel, ve které naopak její manžel rád spí. Domnívá se, že může za to, že nemají děti.
- The Town Where No One Got Off (1958, Město, ve kterém nikdo nevystupuje), povídka česky nevyšla. Hlavní hrdina vystoupí z vlaku ve městě, kde údajně nikdo nevystupuje, a pozná jeho velmi nepřátelské obyvatele.
- A Scent of Sarsaparilla (1953, Vůně sarsaparilly).[p 7] Povídka vypráví o muži, který cestuje do minulosti, aby unikl nepříjemné manželce.
- Icarus Montgolfier Wright (1956 Ikaros Montgolfier Wright).[p 8] Povídka vypráví o noci před prvním letem na Měsíc.
- The Headpiece (1958, Přílba), povídka česky nevyšla. Pan Lemon dostává poštou svůj nový příčesek, který má zakrýt ošklivou prohlubeň v jeho hlavě, kterou mu způsobila jeho šílená manželka kladivem.
- Dark They Were, and Golden-Eyed (1949, Temní byli a zlatoocí).[p 9] Povídka vypráví o lidech, kteří se vydali kolonizovat Mars, a zůstali tam nakonec odříznuti a odkázáni sami na sebe.
- The Smile (1952, Úsměv).[p 10] Pozemská civilizace, zničená v daleké budoucnosti jadernou válkou, nenávidí vše, co pochází z minulosti, která jí přivedla do záhuby.
- The First Night of Lent (1956, První den postní).[p 11] Irský řidič jezdí velmi opatrně a pomalu. Ale jaká změna se s ním stane, když nastane první den postní, kdy si dal předsevzetí, že přestane kouřit.
- The Time of Going Away (1956, Čas odejít), povídka česky nevyšla. Muž, který prožil život plný dobrodružství, je přesvědčen, že začíná poslední z nich – smrt.
- All Summer in a Day (1954, Léto na jeden den).[p 12] Na Venuši vychází Slunce jednou ročně. Na tento den se ze všech nejvíc těší děti.
- The Gift (1952, Dárek).[p 13] Příběh chlapce na jeho první cestě do vesmíru, který si přál vánoční stromeček.
- The Great Collision of Monday Last (1958, Velká srážka z konce pondělí).[p 14] Povídka vypráví o srážce dvou cyklistů v mlze.
- The Little Mice (1955, Malé myši), povídka česky nevyšla. Příběh vypráví o mexickém páru, jehož chování je velmi podivné.
- The Shore Line at Sunset (1959, Pobřeží navečer), povidla česky nevyšla. Příběh o nalezení mořské panny.
- The Strawberry Window (1955, Jahodové okno).[p 15] Robert Prentiss a jeho rodina přesídlila na Mars v rámi programu jeho kolonizace. Robertova manželka Carrie je však na Marsu nešťastná. Robert se snaží na Mars přenést ze Země věci, které má Carrie ráda, především schody a hlavní vchod do jejich pozemského domu s jahodovým oknem.
- The Day It Rained Forever (1957, A už nikdy nepřestalo pršet).[p 16] Tři osamělé staříky jednoho dne vytrhne z jejich rutiny nečekaná příchozí. A nová síla do života se nedostane pouze hlavním hrdinům, ale celému okolí.

## Česká vydání
Kromě šesti povídek vyšly všechny ostatní česky v různých antologiích, výborech či v jiných Bradburyho česky vydaných knihách.
1. ↑  Povídka Klidný podvečer vyšla ve výboru Slunce a stín (1963) a v antologii Playboy Stories (1994) a pod názvem Léto s Picassem ve výborech Kaleidoskop (1989) a Ilustrovaná žena a jiné povídky (2009).
2. ↑  Povídka Drak vyšla česky ve výboru Kaleidoskop (1989 a 2009).
3. ↑  Povídka Lék na melancholii vyšla česky ve výboru Mráz a oheň (1995).
4. ↑  Povídka Konec začátku vyšla česky ve výboru Mráz a oheň (1995).
5. ↑  Povídka Báječný zmrzlinový oblek vyšla česky ve výborech Kaleidoskop (1989) a Ilustrovaná žena a jiné povídky (2009).
6. ↑  Povídka Horečnatý sen vyšla česky ve výboru Kaleidoskop (1989 a 2009).
7. ↑  Povídka Vůně sarsaparilly vyšla česky ve výboru Mráz a oheň (1995).
8. ↑  Povídka Ikaros Montgolfier Wright vyšla česky v antologii Fantasy & Science Fiction 1993/01
9. ↑  Povídka Temní byli a zlatoocí vyšla česky v antologii Mistrovské kusy - Nejlepší SF 20. století (2003)
10. ↑  Povídka Úsměv vyšla česky v časopise Exalticon 1991/01
11. ↑  Povídka První den postní vyšla česky ve výborech Slunce a stín (1963), Kaleidoskop (1989) a Ilustrovaná žena a jiné povídky (2009).
12. ↑   Povídka Léto na jeden den vyšla česky ve výboru ve výboru Kaleidoskop (1989 a 2009) a pod názvem Celé léto v jednom dni v antologii Velmistři SF 2 (2002) .
13. ↑   Povídka Dárek vyšla česky v antologii Povídky ze Sedmičky (1993).
14. ↑   Povídka Velká srážka z konce pondělí vyšla česky ve výboru Mráz a oheň (1995).
15. ↑   Povídka Jahodové okno vyšla česky ve výboru Kaleidoskop (1989 a 2009)
16. ↑   Povídka A už nikdy nepřestalo pršet vyšla česky ve výborech Kaleidoskop (1989) a Ilustrovaná žena a jiné povídky (2009).